# DFW B.I
DFW B.I bylo jedním z prvních německých letadel, které byly užívány k vojenským účelům v první světové válce. Jednalo se o nevyzbrojený víceúčelový letoun, který byl používán k pozorovacím a cvičným účelům. 

## Hlavní technické údaje
- Osádka: 2
- Délka: 8,40 m
- Rozpětí: 14 m
- Výška: 3,0 m
- Plocha křídel: 40 m²
- Vlastní hmotnost: 650 kg
- Vzletová hmotnost: 1015 kg
- Motor: 1 × šestiválcový řadový motor Mercedes D.I
- Výkon: 75 kW (100 hp)
- Maximální rychlost: 120 km/h
- Dostup: 3000 m
- Vytrvalost: 4 hodiny